# کری کری، نیو ساوت ولز
کری کری (به انگلیسی: Kurri Kurri) یک شهرک در استرالیا است که در نیو ساوت ولز واقع شده‌است.